# Elfin MS8 Streamliner
Elfin MS8 Streamliner - спортивный автомобиль австралийской компании Elfin Sports Cars. Автомобиль был представлен на мельбурнском автосалоне в 2004 году.
В родстере установлен 5,7 л V8 двигатель General Motors мощностью 334 л.с. и крутящим моментом 465 Нм. Двигатель агрегатируется с 6-ступенчатой МКПП.
Будет произведено всего 100 экземпляров по цене около $90 тысяч.

## 50th Anniversary
В 2007 году в честь пятидесятилетия компании выпущен ограниченный тираж в 5 экземпляров MS8 Streamliner 50th Anniversary. Автомобили отличаются особым цветом краски Cooper Gold, жесткой крышей и капотом. Один из пяти автомобилей оборудован нагнетателем и обладает мощностью 540 л.с. и крутящим моментом 660 Нм, что позволяет разогнаться до «сотни» всего за 3 секунды. Стоимость составляет 128 500 австралийских долларов, а за наддувную версию придется отдать дополнительно 12 000.